# Geldscheinkontakt
Der Geldscheinkontakt ist ein Melder einer Gefahrenmeldeanlage.
Mit einem einfachen Kontaktmechanismus überwacht der Geldscheinkontakt das Vorhandensein des jeweils untersten Geldscheines in einem Geldscheinfach einer Kassenlade. Bei Entfernen dieses Scheines wird der Überfallalarm der Gefahrenmeldeanlage ausgelöst.
Gemäß den VdS-Richtlinien muss ein Geldscheinkontakt unauffällig im Banknotenfach montiert werden. Die Auslösung des Geldscheinkontakts muss eindeutig erkennbar sein und darf durch den Betreiber nicht rückstellbar sein. Dies wird durch Plombieren erreicht.
Der Geldscheinkontakt muss auf Sabotage überwacht werden.
Geldscheinkontakte spielen in der heutigen Sicherungstechnik kaum noch eine Rolle und werden nur noch selten bei Neuanlagen verwendet.